# Cratichneumon davisi
Cratichneumon davisi là một loài tò vò trong họ Ichneumonidae.